# Sinus Meridiani
Sinus Meridiani  è una caratteristica di albedo della superficie di Marte.